# Cratere Niquero
Niquero  è un cratere sulla superficie di Marte.